# Juan Sisinio Pérez Garzón
Juan Sisinio Pérez Garzón (Gójar, Granada, 1949) es un historiador español, catedrático de Historia contemporánea en la Universidad de Castilla-La Mancha.

## Biografía
Nacido en la localidad granadina de Gójar en 1949, es autor de obras como Luis Morote, La problemática de un republicano (1862-1913) (1976), una biografía del escritor y político español Luis Morote, Milicia Nacional y Revolución burguesa. El prototipo madrileño (1808-1874) (1978), prologado por Manuel Espadas Burgos, Historiografía y nacionalismo español, 1834-1868 (1985), junto a Paloma Cirujano y Teresa Elorriaga, Las Cortes de Cádiz: El nacimiento de una nación liberal (1808-1814) (2007) o Historia del feminismo (2011), entre otras.
También ha sido editor de La gestión de la memoria. La historia de España al servicio del poder (2000), Isabel II. Los espejos de la reina (2004) o Los bombardeos de Barcelona (2014).
Nombrado consejero de Educación de la Junta de Comunidades de Castilla-La Mancha en 1987, repetiría en el cargo en otro nuevo ejecutivo autonómico en 1991; fue cesado en 1993.
En 2022 publica Historia de las izquierdas en España.